# Kerax (Illyrien)
Kerax (altgriechisch Κέραξ) war eine antike Stadt im Siedlungsgebiet der Encheleer im südlichen Illyrien. Die Forschung konnte sie bisher nicht genau lokalisieren.
Der griechische Geschichtsschreiber Polybios (200–120 v. Chr.) erwähnt in seinen Historien die Stadt Kerax im Zusammenhang mit einem Feldzug König Philipps V. von Makedonien im Jahr 217 v. Chr. Demnach eroberte dieser die Städte Kerax, Enchelanai, Sation und Boioi, allesamt am Ohridsee, vom illyrischen König Skerdilaidas.